# Théologie de la culture
La théologie de la culture est une branche de la théologie qui étudie la culture et les phénomènes culturels. Il se situe près de la philosophie de la culture, mais se concentre plus sur l'existentialisme et le spiritualisme.
Paul Tillich a été le premier théologien qui a écrit sur la théologie de la culture. Il a discuté au sujet de faire la différence entre le sacré et le profane. De nos jours, la théologie de la culture traite aussi des différences culturelles entre les religions et partage ainsi de nombreuses caractéristiques avec la théologie des religions.